# ハシグロカワセミ
ハシグロカワセミ（学名：Alcedo semitorquata）は、ブッポウソウ目カワセミ科カワセミ属に分類される鳥の一種。アフリカ南部、東部にかけて広く生息している。

## 亜種
- A. semitorquata semitorquata
- A. semitorquata heuglini
- A. semitorquata tephria